# Азартні ігри в Данії
Азартні ігри в Данії є повністю легальними і суворо регламентованими, більша частина цього ринку контролюється державною установою Spillemyndigheden, що підпорядковується Міністерству оподаткування. Організацією лотерей та казино займається, зокрема, державна компанія Danske Spil. Ринок азартних онлайн-ігор в Данії був закритим для іноземних операторів до 2008 року, а з того часу іноземні оператори також мають право на отримання місцевих ліцензій.
Данія посідає друге місце в Європі за залученням в онлайнові азартні ігри.

## Історія
Ринок азартних ігор у Данії було частково дозволено 1 січня 2012 року. Основні види діяльності щодо казино контролюється державною компанією Danske Spil (в перекладі — «Данські ігри»). Це підприємство було створено 1948 року.
Основний закон про азартні ігри № 848 було прийнято 2010 року, багато хто з учасників ринку вважав попередній закон занадто жорстким і в той же час незрозумілим. З 2012 року законодавство Данії про азартні ігри вважається достатньо регульованим, і уряд пропонує його як приклад для інших країн, що мають намір змінити власне законодавство.

## Огляд
До 2012 року в Данії діяла повна державна монополія на азартні ігри, як у наземних, так і у онлайн-казино. З прийняттям основного закону, державну монополію було суттєво послаблено. Загалом, чинне данське законодавство про ігри та азартні ігри має кілька цілей:
- підтримання загального рівня кількості гравців на певному рівні;
- забезпечення чесного та відповідального підходу до організації азартних ігор;
- запобігання експлуатації вразливих до лудоманії людей, включаючи молодь;
- запобігання використанню азартних ігор для підтримки злочинної діяльності[2].

Вся азартна діяльність Данії контролюється Данським управлінням азартних ігор (дан. Spillemyndigheden або англ. Danish Gambling Authority, скорочено DGA), яке підпорядковується Міністерству оподаткування.
З 1 листопада 2020 року управлінням керує Андерс Дорф, до цього ним керував Мортен Нільс Якобсен. Питаннями законів займається департамент міністерства, але збір податків з азартних ігор доручено Данському податковому органу (SKAT), що також підпорядковано міністерству.
З листопада 2020 до 21 січня 2021 року Данський регулятор Spillemyndigheden проводить прийом заявок на отримання ліцензій на роботу онлайн та наземних казино. Такі ліцензії видаватимуться терміном на 10 років.

### Онлайн-казино
Ринок азартних онлайн-ігор в Данії був закритим для іноземних операторів до 2008 року. Після 2008 року нові оператори, що починають роботу на данському ринку, повинні отримати ліцензію Данського управління азартних ігор (DGA). При цьому, законодавство віддає перевагу власній державній компанії Danske Spil, через що іноземні оператори отримують ліцензії після тривалої перевірки.
2019 року 53,1% виручки від азартних ігор Данії (5,2 млрд крон) приніс онлайн-гемблінг, за цим показником в Європі Данію випереджає лише Швеція з 59%. 2020 року 61% доходів від онлайн-гемблінгу припав на ігри з мобільних пристроїв, 2019 року показник становив 32,3%. Протягом третього кварталу 2020 казино отримали 1,53 млрд крон, що на 5% менше за цей де показник 2020 року.